# ATP Challenger Canberra-3
Der ATP Challenger Canberra (offiziell: Canberra Challenger) war ein Tennisturnier, das 1990 einmal in Canberra, Australien, stattfand. Es gehörte zur ATP Challenger Tour und wurde im Freien auf Rasen gespielt.

## Liste der Sieger

### Einzel
| Jahr | Sieger       | Finalgegner      | Ergebnis |
| ---- | ------------ | ---------------- | -------- |
| 1990 | Brett Steven | Andrew Kratzmann | 6:1, 6:2 |

### Doppel
| Jahr | Sieger                    | Finalgegner              | Ergebnis |
| ---- | ------------------------- | ------------------------ | -------- |
| 1990 | Brett Custer Peter Doohan | David Adams Jamie Morgan | 6:3, 6:4 |